# Комар (Алтайський район)
Кома́р (рос. Комар) — село у складі Алтайського району Алтайського краю, Росія. Входить до складу Білівської сільської ради.

## Населення
Населення — 210 осіб (2010; 297 у 2002).
Національний склад (станом на 2002 рік):
- росіяни — 99 %